# مانتگومری (نیوجرسی)
مانتگومری (به انگلیسی: Montgomery Township) شهری در ایالت نیوجرسی کشور ایالات متحده آمریکا است که جمعیت آن در سرشماری سال ۲۰۱۰ میلادی، ۲۲٬۲۵۴ نفر بوده‌است.